# Maj-Britt
Maj-Britt (även Majbritt) är ett svenskt kvinnonamn. Maj-Britt är ett dubbelnamn av Maj och Britt. 1986-1993 var Majbritt dagens namn i Svenska almanackan den 21 september. 
Den 31 december 2007 hade 18198 kvinnor namnet Maj-Britt (med bindestreck), varav 11688 hade det som tilltalsnamn. 1871 heter Majbritt, varav 1077 som tilltalsnamn.

## Personer med namnet Maj-Britt
- Maj-Briht Bergström-Walan
- Maj-Britt Eriksson
- Maj-Britt Håkansson
- Maj-Britt Lindholm
- Maj-Britt Nilsson (1924)
- Maj-Britt Nilsson (1927)
- Maj-Britt Röningberg
- Maj Britt Theorin
- Maj-Britt Thörn
- Maj-Britt Wiggh
- May Britt (Maj-Britt Wilkens)
- Majbritt Morrison